# Bothriochloa macera
Bothriochloa macera är en gräsart som först beskrevs av Ernst Gottlieb von Steudel, och fick sitt nu gällande namn av Stanley Thatcher Blake. Bothriochloa macera ingår i släktet Bothriochloa och familjen gräs. Inga underarter finns listade i Catalogue of Life.